# موس واتسون
موس واتسون (به انگلیسی: Muse Watson) بازیگر تلویزیون، تئاتر و سینما در ۲۰ ژوئیه ۱۹۴۸ زاده شد او بیشتر در تئاتر فعالیت دارد و در نمایش‌هایی چون هملت بازی کرده‌است او در تلویزیون هم موفق بوده‌است و در سریال فرار از زندان بازی کرده‌است.

## گزیده فیلم‌شناسی
فهرست برخی از فیلم‌هایی که موس واتسون در آن‌ها به ایفای نقش پرداخته‌است:
- قصه کلفت
- سامرزبای
- چیزی برای گفتن در نقش هنک کوریگان
- می‌دانم تابستان پیش چه کردی در نقش بنجامین ویلیس
- هنوز یادم است تابستان پیش چه کردی
- آستین پاورز: جاسوسی که مرا تکان داد
- شکستگی استخوان در نقش گری وولفسن
- زمان‌سنج
- قانون‌شکنان آمریکایی
- رعد و برق سفید
- شهر کوچک شنبه‌شب